# Gare de Xining
La gare de Xining (chinois simplifié : 西宁站 ; chinois traditionnel : 西寧站 ; pinyin : Xīníng zhàn) est la principale gare ferroviaire desservant la ville de Xining, capitale de la province du Qinghai, en Chine. C'est la première gare de la ligne Qinghai – Tibet qui relie Xining à Lhassa dans la région autonome du Tibet.

## Situation ferroviaire
La gare est établie sur deux lignes ferroviaire standard, la Ligne ferroviaire Qinghai – Tibet et Ligne ferroviaire Lanzhou – Xinjiang. Ainsi que deux lignes à grande vitesse, la LGV Lanzhou - Ürümqi et la LGV Xuzhou - Lanzhou.

## Historique
La gare a été inaugurée en 1959.  Elle a subi de grands travaux et une extension lors de l'ouverture du chemin de fer à grande vitesse Lanzhou – Xinjiang en décembre 2014. 

## Service des voyageurs

### Desserte

Installations et desserte
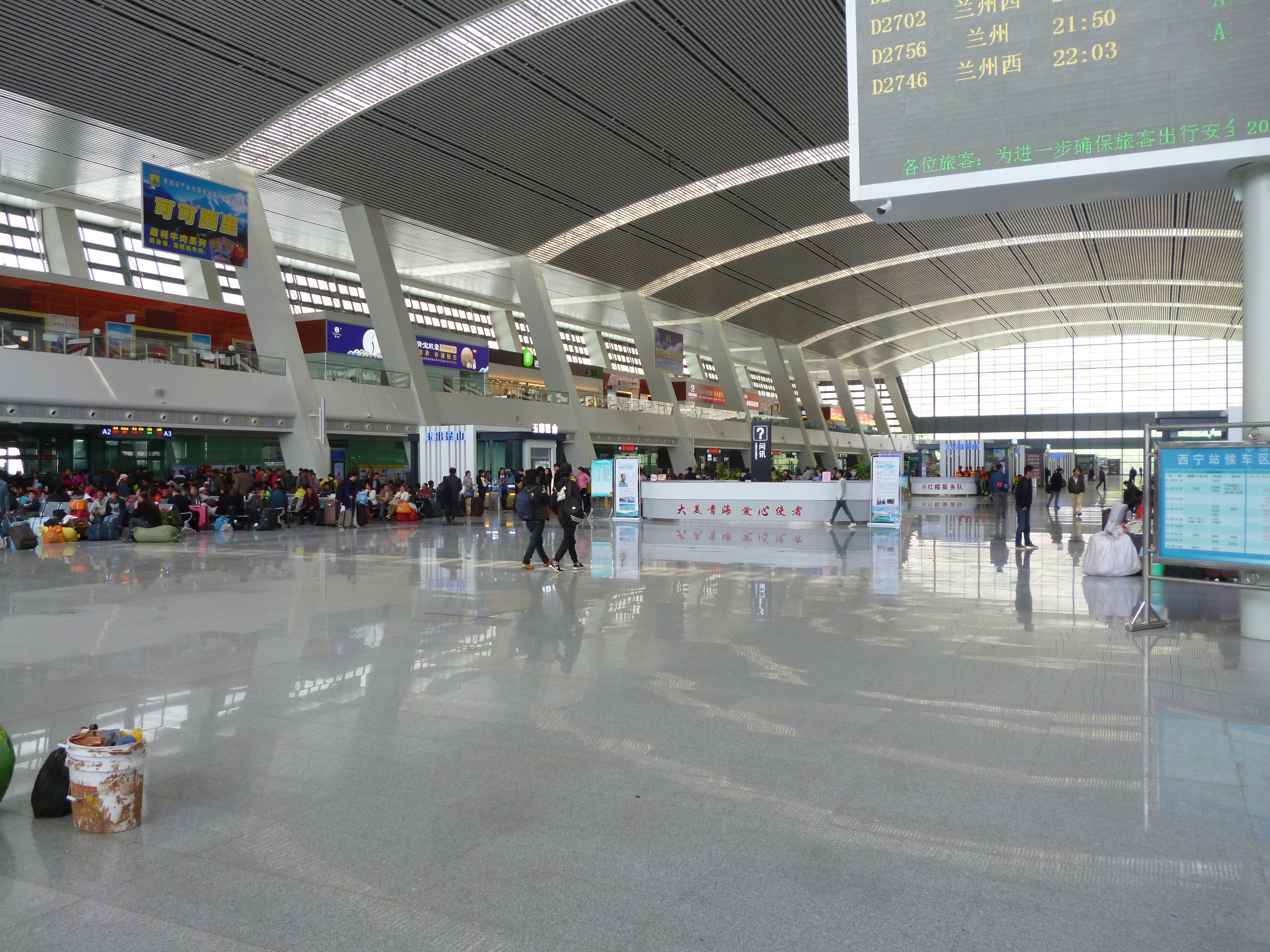
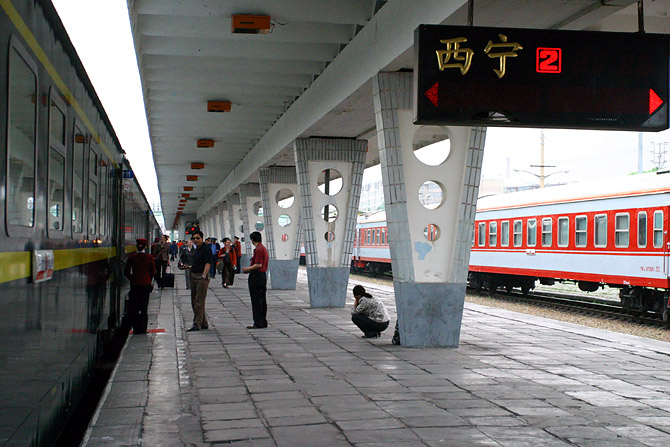
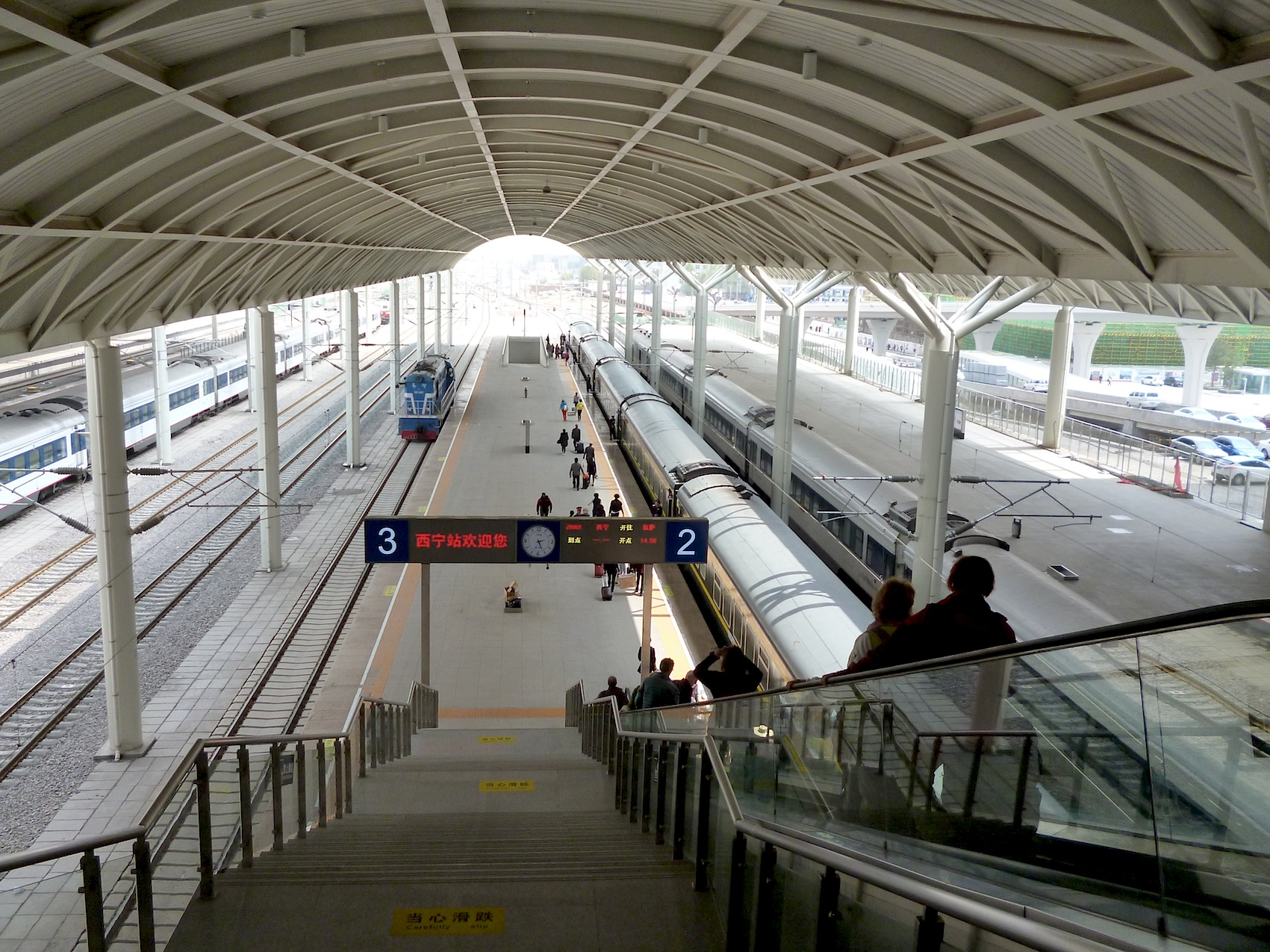

### Intermodalité
La ligne 1 du métro de Xining desservira la gare une fois terminé.